# Bjelahova
Bjelahova (izvirno srbsko Бјелахова) je naselje v Srbiji, ki upravno spada pod Občino Prijepolje; slednja pa je del Zlatiborskega upravnega okraja.

## Demografija
V naselju, katerega izvirno (srbsko-cirilično) ime je Бјелахова, živi 66 polnoletnih prebivalcev, pri čemer je njihova povprečna starost 40,5 let (41,0 pri moških in 40,0 pri ženskah). Naselje ima 21 gospodinjstev, pri čemer je povprečno število članov na gospodinjstvo 3,90.
Prebivalstvo je večinoma nehomogeno.
|  |

| Demografija | Demografija     | Demografija     |
| Leto        | Št. prebivalcev | Št. prebivalcev |
| ----------- | --------------- | --------------- |
|             |                 |                 |
|             |                 |                 |
|             |                 |                 |
|             |                 |                 |
| 1948        | 150             |                 |
| 1953        | 168             |                 |
| 1961        | 171             |                 |
| 1971        | 199             |                 |
| 1981        | 207             |                 |
| 1991        | 120             | 120             |
| 2002        | 104             | 82              |
|             |                 |                 |

| Etnična sestava po popisu iz leta 2002 | Etnična sestava po popisu iz leta 2002 | Etnična sestava po popisu iz leta 2002 | Etnična sestava po popisu iz leta 2002 | Etnična sestava po popisu iz leta 2002 |
| -------------------------------------- | -------------------------------------- | -------------------------------------- | -------------------------------------- | -------------------------------------- |
| Srbi                                   | Srbi                                   |                                        | 41                                     | 50,0%                                  |
| Muslimani                              | Muslimani                              |                                        | 30                                     | 36,58%                                 |
| Bošnjaki                               | Bošnjaki                               |                                        | 10                                     | 12,19%                                 |
| Jugoslovani                            | Jugoslovani                            |                                        | 1                                      | 1,21%                                  |
| Neznano                                | Neznano                                |                                        | 0                                      | 0,0%                                   |